# Karen Aramovics Szimonjan
Karen Aramovics Szimonjan, örményül: Կարեն Սիմոնյան, oroszul: Каре́н Ара́мович Симоня́н (Jereván, 1936. március 17. – Párizs, Franciaország, 2018. július 9.) örmény író, rendező, tudományos-fantasztikus szerző.

## Élete
A jereváni Politechnikai Intézet hallgatója volt, tanulmányai végeztével tervezőmérnökként dolgozott. A Литературная Армения főszerjesztője, a Szovjet Írószövetség tagja volt. Élete utolsó éveit Párizsban töltötte. Támogatója volt a Putyin leváltását célzó mozgalomnak. Több verseskötet, regény, filmforgatókönyv alkotója. 

## Magyarul megjelent művei
- Csak hárman tértek vissza a Földre (novella, Galaktika 13., 1975, utánközlés: X Magazin, 1998)
- Hívogató, hívogató világ… (novella, Metagalaktika 4., 1983)
- Lecsüggő ágú fűzfa, remegő nádas (novella, Ház kísértettel című antológia, WORLD SF, 1988)
- Mi nem fogjuk megérteni egymást (novella, Ház kísértettel című antológia, WORLD SF, 1988)
- Visszavárunk, Natanael!; ford. Balassa Anna; Móra–Kárpáti, Bp.–Uzsgorod, 1983

## Fordítás
- Ez a szócikk részben vagy egészben  a(z)   Симонян, Карен Арамович című orosz Wikipédia-szócikk ezen változatának fordításán alapul.  Az eredeti cikk szerkesztőit annak laptörténete sorolja fel. Ez a jelzés csupán a megfogalmazás eredetét és a szerzői jogokat jelzi, nem szolgál a cikkben szereplő információk forrásmegjelöléseként.